# Pokrajina Lucca
Pokrajina Lucca (v italijanskem izvirniku Provincia di Lucca, izg. Provinča di Luka) je ena od desetih pokrajin, ki sestavljajo italijansko deželo Toskana. Meji na severu z deželo Emilija - Romanja, na vzhodu s pokrajino Pistoia in z metropolitanskim mestom Firence, na jugu s pokrajino Pisa in na zahodu z Ligurskim morjem in pokrajino Massa-Carrara.

## Večje občine
Glavno mesto je Lucca, ostale večje občine so (podatki 2005):
| Mesto       | Prebivalcev |
| ----------- | ----------- |
| Lucca       | 85.984      |
| Viareggio   | 63.276      |
| Capannori   | 42.849      |
| Camaiore    | 31.221      |
| Pietrasanta | 24.609      |

## Naravne zanimivosti
Rudniki železove rude, ki so bili v srednjem veku veliko bogastvo pokrajine, so privabili med drugim tudi skupnost kovačev iz Brescie, ki so v šestnajstem stoletju ustanovili naselje Fabbriche (dobesedno Delavnice) pri kraju Vagli Sotto. Toda tehnologija, za čigar razvoj je bila tedaj potrebna prisotnost kovačev, je leta 1946 zahtevala uničenje njihove vasi. Podjetje za pridobivanje električne energije (poznejši ENEL) je kmalu po koncu vojne zgradilo jez na reki Edron, ki je poplavila vas in ustvarila veliko umetno jezero Lago di Vagli. Ko se približno vsakih deset let izvedejo remontna popravila na jezu, se jezero izprazne in ostanki srednjeveških zgradb se spet pokažejo na dnu doline.
Seznam zaščitenih področij v pokrajini:
- Narodni park Appennino Tosco-Emiliano (Parco nazionale dell'Appennino Tosco-Emiliano)
- Deželni park Alpi Apuane (Parco naturale regionale delle Alpi Apuane)
- Krajinski park Migliarino, San Rossore e Massaciuccoli (Parco naturale di Migliarino, San Rossore e Massaciuccoli)
- Naravni rezervat Lamarossa (Riserva naturale Lamarossa)
- Naravni rezervat Orrido di Botri (Riserva naturale Orrido di Botri)
- Naravni rezervat Pania di Corfino (Riserva naturale Pania di Corfino)
- Naravni rezervat Orecchiella (Riserva naturale Orecchiella)
- Naravni rezervat Poggio Adorno (Riserva naturale Poggio Adorno)
- Mokrišče Lago di Sibolla (Riserva naturale provinciale Lago di Sibolla)

## Zgodovinske zanimivosti
V mestni knjižnici se hrani rokopis Codex Lucensis 490, zbirka receptov, kot so se včasih imenovali tehnični opisi postopkov, ki so jih razni obrtniki uporabljali pri svojem delu. Zbirke so se imenovale tudi knjige o skrivnostih, saj so opisovale skrite načine, kako postati izveden obrtnik. Te recepte je vsaka delavnica sproti zapisovala in popravljala predvsem za ohrano enotnega videza izdelkov, pa tudi kot nekakšen učbenik za vajence. Zbirka, ki jo hrani mesto Lucca, je bila sestavljena med leti 787 in 816. Vsebuje nauke za pripravo vseh vrst barvil, na primer zlatega in srebrnega črnila, barve za kamnite in steklene delce mozaikov, barve za usnje in tkanine, pozlačevanje kovin in zlitin. Poleg teh praktičnih navodil so vključeni nekateri bolj splošni nauki, kot povzetek Plinijeve delitve časa in Pitagorova Ars numeri. Ta rokopis in istodobni De coloribus et artibus romanorum sta najstarejši ohranjeni zbirki tehničnih receptov.